# 白井市
白井市（しろいし）は、千葉県の北西部に位置する市。
業務核都市に指定されている千葉ニュータウンに属する。
明治時代以来ナシの栽培が盛んであり、「しろいの梨」としてブランド化されている。
2001年（平成13年）市制施行。

## 概要

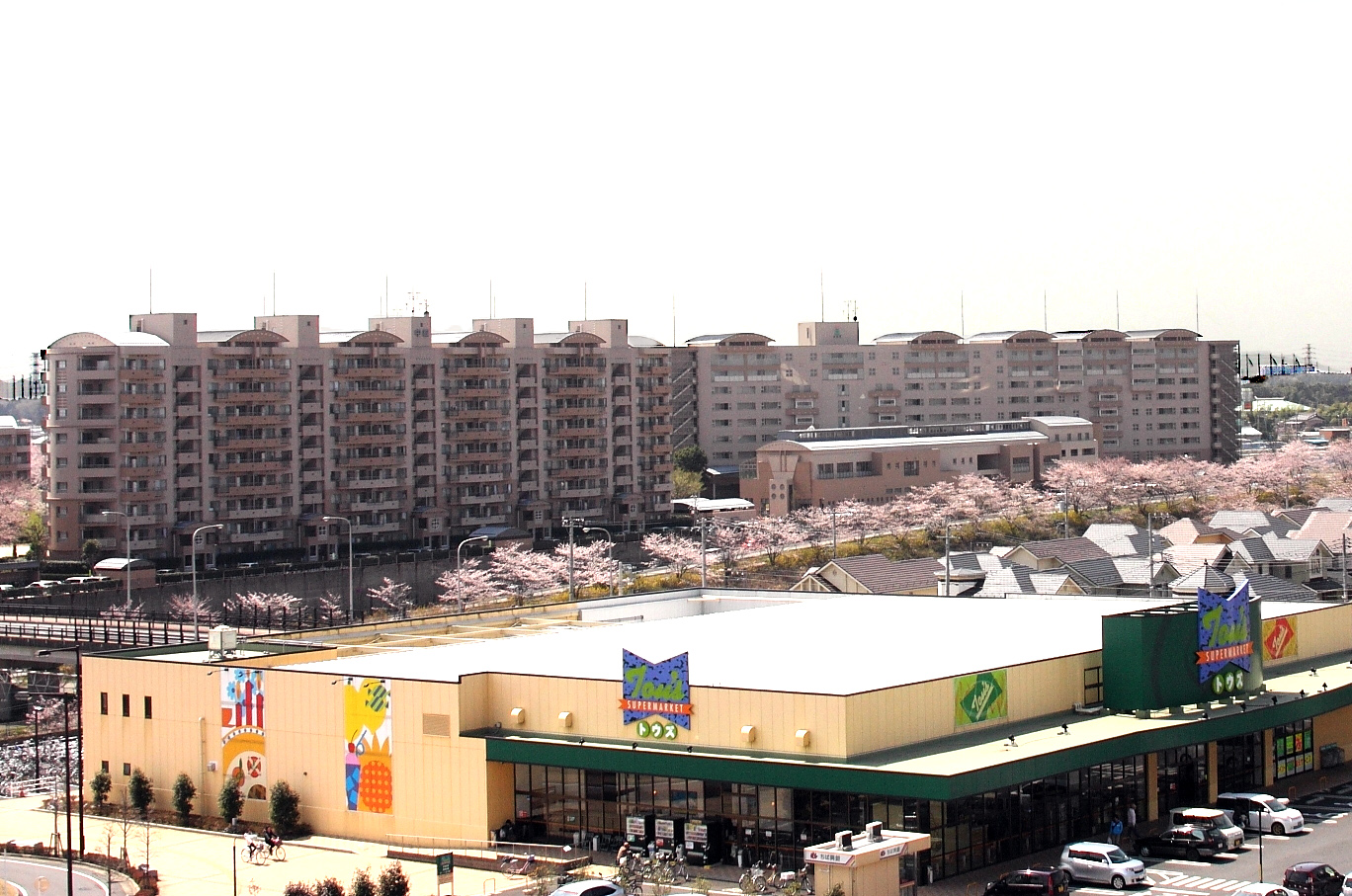
白井PRISTAからマンション群を望む

以前は純農業地帯であったが、1979年（昭和54年）に北総線が開通して千葉ニュータウンへの入居が開始されたことにより、住宅都市として開発が進み、以降は人口が増加した。一方で北部では豊かな自然も多く残り、都市と自然のバランスがとれた開発が進められている。千葉ニュータウンをはじめとした市街地が広がっており、市民の約半分がこの地域に住んでいる。
読みは、「しらい」ではなく「しろい」である。2017年（平成29年）3月に行われた知名度調査によれば、「白井市を知っている」と答えた者の割合は隣接自治体でも鎌ケ谷市が86%、印西市が85.8%、船橋市が38.6%だった。ただし、隣接しない千葉県内の自治体では松戸市が40%、千葉市と市川市が20%だった。そのため市は知名度アップのための策として、2018年（平成30年）2月19日から26日まで、全国の名前に「色」がつく8つの鉄道駅および、字が似ていることから間違えられやすい京成電鉄 京成臼井駅（佐倉市）に、「白井」の名を大きく書いたポスターを掲示した。
東京都の都心から25キロメートル圏内に位置し、都市雇用圏における東京都市圏（東京都区部）のベッドタウンとしての性質が強い。東京都特別区部への通勤率は28.7%（平成22年国勢調査）。

## 地理
- 千葉県の北西部に位置し、県庁所在地である千葉市から約20キロメートルに位置している。
- 市を横断するかたちで北総線および国道464号が通り、南北を縦断するかたちで国道16号および木下街道が走る。
- 旧印旛郡。隣接する印西市や、周辺の佐倉市、四街道市、成田市、八街市、富里市と印旛郡の2町と合わせて印旛地域と称される。なお、印旛地域の中では最も東京寄りに位置する。
- 下総台地（標高は約20メートル - 30メートル）と川沿いの低地（谷津田）からなり、北部には手賀沼が位置する。河川は神崎川および二重川（印旛沼水系）、金山落（手賀沼水系）が流れる。

### 隣接している自治体
- 船橋市
- 柏市
- 鎌ケ谷市
- 印西市
- 八千代市

## 歴史
- 市町村名の由来：木下道の宿場が置かれた白井地区にちなむ。

### 沿革
- 1889年（明治22年）4月1日 - 町村制施行に伴い、白井橋本村、神々廻村、根村、名内村、富塚村、折立村、復村、木村、中村、中村新田、今井新田の区域をもって印旛郡白井村が発足[4]。同時に隣接する谷清村と共に白井村谷清村組合村を発足。
  - なお、1955年まで千葉県下には同名の村、千葉郡白井村が存在した。
- 1912年（大正2年）4月1日 - 谷清村が永治村に編入されたため白井村谷清村組合村を廃止。
- 1954年（昭和29年）12月1日 - 永治村の一部（平塚と旧谷清村）を編入。
- 1964年（昭和39年）9月1日 - 町制施行し、白井町になる。
- 1965年（昭和40年） - 工業団地が造成される。
- 1979年（昭和54年）3月9日 - 北総開発鉄道北総線が開通。千葉ニュータウンへの入居開始。
- 2001年（平成13年）4月1日 - 市制施行し、白井市になる。

### 市域の変遷
| 1868年 以前 | 1868年 以前   | 1872年 (明治5) | 1874年 (明治7) | 1875年 (明治8) | 1889年 (明治22) 4月1日 | 1889年 (明治22) 4月1日 | 1913年 (大正2) 4月1日     | 1954年 (昭和29) 12月1日 | 1964年 (昭和39) 9月1日 | 2001年 (平成13) 4月1日 | 現在     |
| ----------- | ------------- | -------------- | -------------- | -------------- | ---------------------- | ---------------------- | ------------------------- | ----------------------- | ---------------------- | ---------------------- | -------- |
|             | 軽井沢新田    | 軽井沢新田     | 軽井沢新田     | 根村           | 東葛飾郡 鎌ケ谷村      | 東葛飾郡 鎌ケ谷村      | 東葛飾郡 鎌ケ谷村         | 東葛飾郡 鎌ケ谷村       | 東葛飾郡 鎌ケ谷町      | 鎌ケ谷市               | 鎌ケ谷市 |
|             | 白井木戸新田  | 白井木戸新田   | 白井木戸新田   | 根村           | 白井村                 | 白井谷清村組合村       | 白井村 組合村 解消        | 白井村                  | 町制                   | 市制                   | 白井市   |
|             | 中木戸新田    |                |                | 根村           | 白井村                 | 白井谷清村組合村       | 白井村 組合村 解消        | 白井村                  | 町制                   | 市制                   | 白井市   |
|             | 七次村        |                |                | 根村           | 白井村                 | 白井谷清村組合村       | 白井村 組合村 解消        | 白井村                  | 町制                   | 市制                   | 白井市   |
|             | 白井橋本村    |                |                |                | 白井村                 | 白井谷清村組合村       | 白井村 組合村 解消        | 白井村                  | 町制                   | 市制                   | 白井市   |
|             | 神々廻村      |                |                |                | 白井村                 | 白井谷清村組合村       | 白井村 組合村 解消        | 白井村                  | 町制                   | 市制                   | 白井市   |
|             | 名内村        |                |                |                | 白井村                 | 白井谷清村組合村       | 白井村 組合村 解消        | 白井村                  | 町制                   | 市制                   | 白井市   |
|             | 冨塚村        |                |                |                | 白井村                 | 白井谷清村組合村       | 白井村 組合村 解消        | 白井村                  | 町制                   | 市制                   | 白井市   |
|             | 折立村        |                |                |                | 白井村                 | 白井谷清村組合村       | 白井村 組合村 解消        | 白井村                  | 町制                   | 市制                   | 白井市   |
|             | 長殿村        | 長殿村         | 復村           | 復村           | 白井村                 | 白井谷清村組合村       | 白井村 組合村 解消        | 白井村                  | 町制                   | 市制                   | 白井市   |
|             | 法目村        |                | 復村           | 復村           | 白井村                 | 白井谷清村組合村       | 白井村 組合村 解消        | 白井村                  | 町制                   | 市制                   | 白井市   |
|             | 富ヶ谷村      |                | 復村           | 復村           | 白井村                 | 白井谷清村組合村       | 白井村 組合村 解消        | 白井村                  | 町制                   | 市制                   | 白井市   |
|             | 富ヶ沢村      |                | 復村           | 復村           | 白井村                 | 白井谷清村組合村       | 白井村 組合村 解消        | 白井村                  | 町制                   | 市制                   | 白井市   |
|             | 所沢村        | 所沢村         | 木村           | 木村           | 白井村                 | 白井谷清村組合村       | 白井村 組合村 解消        | 白井村                  | 町制                   | 市制                   | 白井市   |
|             | 野口村        |                | 木村           | 木村           | 白井村                 | 白井谷清村組合村       | 白井村 組合村 解消        | 白井村                  | 町制                   | 市制                   | 白井市   |
|             | 中村新田      | 中村新田       | 中村           | 中村           | 白井村                 | 白井谷清村組合村       | 白井村 組合村 解消        | 白井村                  | 町制                   | 市制                   | 白井市   |
| 中村新田    | 中村新田      | 中村新田       |                |                | 白井村                 | 白井谷清村組合村       | 白井村 組合村 解消        | 白井村                  | 町制                   | 市制                   | 白井市   |
|             | 今井新田      |                |                |                | 白井村                 | 白井谷清村組合村       | 白井村 組合村 解消        | 白井村                  | 町制                   | 市制                   | 白井市   |
|             | 印西牧 の一部 | 十余一村       | 十余一村       | 十余一村       | 谷清村                 | 白井谷清村組合村       | 永治村 に編入 組合村 解消 | 白井村 に編入           | 町制                   | 市制                   | 白井市   |
|             | 谷田村        |                |                |                | 谷清村                 | 白井谷清村組合村       | 永治村 に編入 組合村 解消 | 白井村 に編入           | 町制                   | 市制                   | 白井市   |
|             | 清戸村        |                |                |                | 谷清村                 | 白井谷清村組合村       | 永治村 に編入 組合村 解消 | 白井村 に編入           | 町制                   | 市制                   | 白井市   |
|             | 平塚村        | 平塚村         | 平塚村         | 平塚村         | 永治村                 | 永治村                 | 永治村                    | 白井村 に編入           | 町制                   | 市制                   | 白井市   |
|             | 浦部村        | 浦部村         | 浦部村         | 浦部村         | 永治村                 | 永治村                 | 永治村                    | 印西町                  | 印西町                 | 印西市                 | 印西市   |
|             | 小倉村        |                |                |                | 永治村                 | 永治村                 | 永治村                    | 印西町                  | 印西町                 | 印西市                 | 印西市   |
|             | 和泉村        |                |                |                | 永治村                 | 永治村                 | 永治村                    | 印西町                  | 印西町                 | 印西市                 | 印西市   |
|             | 白幡村        |                |                |                | 永治村                 | 永治村                 | 永治村                    | 印西町                  | 印西町                 | 印西市                 | 印西市   |
|             | 浦幡新田      |                |                |                | 永治村                 | 永治村                 | 永治村                    | 印西町                  | 印西町                 | 印西市                 | 印西市   |
|             | 浦部新田      |                |                |                | 永治村                 | 永治村                 | 永治村                    | 印西町                  | 印西町                 | 印西市                 | 印西市   |
|             | 高西新田      |                |                |                | 永治村                 | 永治村                 | 永治村                    | 印西町                  | 印西町                 | 印西市                 | 印西市   |

### 合併構想
2003年、印西市・印旛村・本埜村と2市2村の合併が検討され、2003年4月1日には「印西市・白井市・印旛村・本埜村合併協議会」が設立されていたが、2004年7月の住民投票で反対票が賛成票の倍以上を占める結果となり、合併計画は白紙となった。

## 町名
| 町名           | 町名読み     | 住居表示実施年月日 | 住居表示実施直前町名 | 備考 |
| -------------- | ------------ | ------------------ | -------------------- | ---- |
| 池の上一丁目   | いけのかみ   |                    |                      |      |
| 池の上二丁目   | いけのかみ   |                    |                      |      |
| 池の上三丁目   | いけのかみ   |                    |                      |      |
| 大山口一丁目   | おおやまぐち |                    |                      |      |
| 大山口二丁目   | おおやまぐち |                    |                      |      |
| けやき台一丁目 | けやきだい   |                    |                      |      |
| けやき台二丁目 | けやきだい   |                    |                      |      |
| 桜台一丁目     | さくらだい   |                    |                      |      |
| 桜台二丁目     | さくらだい   |                    |                      |      |
| 桜台三丁目     | さくらだい   |                    |                      |      |
| 桜台四丁目     | さくらだい   |                    |                      |      |
| 桜台五丁目     | さくらだい   |                    |                      |      |
| 笹塚一丁目     | ささづか     |                    |                      |      |
| 笹塚二丁目     | ささづか     |                    |                      |      |
| 笹塚三丁目     | ささづか     |                    |                      |      |
| 清水口一丁目   | しみずぐち   |                    |                      |      |
| 清水口二丁目   | しみずぐち   |                    |                      |      |
| 清水口三丁目   | しみずぐち   |                    |                      |      |
| 七次台一丁目   | ななつぎだい |                    |                      |      |
| 七次台二丁目   | ななつぎだい |                    |                      |      |
| 七次台三丁目   | ななつぎだい |                    |                      |      |
| 七次台四丁目   | ななつぎだい |                    |                      |      |
| 西白井一丁目   | にししろい   |                    |                      |      |
| 西白井二丁目   | にししろい   |                    |                      |      |
| 西白井三丁目   | にししろい   |                    |                      |      |
| 西白井四丁目   | にししろい   |                    |                      |      |
| 堀込一丁目     | ほりごめ     |                    |                      |      |
| 堀込二丁目     | ほりごめ     |                    |                      |      |
| 堀込三丁目     | ほりごめ     |                    |                      |      |
| 南山一丁目     | みなみやま   |                    |                      |      |
| 南山二丁目     | みなみやま   |                    |                      |      |
| 南山三丁目     | みなみやま   |                    |                      |      |

## 人口
平成27年国勢調査より前回調査からの人口増減をみると、2.20％増の61,674人であり、増減率は千葉県下54市町村中7位、60行政区域中9位。
| |                                        |  |
| 白井市と全国の年齢別人口分布（2005年） | 白井市の年齢・男女別人口分布（2005年） |  |
| ■紫色 ― 白井市 ■緑色 ― 日本全国 | ■青色 ― 男性 ■赤色 ― 女性              |  |
| 白井市（に相当する地域）の人口の推移 \| 1970年（昭和45年） \| 10,509人 \| \| \| 1975年（昭和50年） \| 12,968人 \| \| \| 1980年（昭和55年） \| 24,974人 \| \| \| 1985年（昭和60年） \| 32,214人 \| \| \| 1990年（平成2年） \| 37,082人 \| \| \| 1995年（平成7年） \| 47,450人 \| \| \| 2000年（平成12年） \| 50,431人 \| \| \| 2005年（平成17年） \| 53,005人 \| \| \| 2010年（平成22年） \| 60,345人 \| \| \| 2015年（平成27年） \| 61,674人 \| \| \| 2020年（令和2年） \| 62,441人 \| \| |                                        |  |
| 総務省統計局 国勢調査より |                                        |  |
| 1970年（昭和45年） | 10,509人                               |  |
| 1975年（昭和50年） | 12,968人                               |  |
| 1980年（昭和55年） | 24,974人                               |  |
| 1985年（昭和60年） | 32,214人                               |  |
| 1990年（平成2年） | 37,082人                               |  |
| 1995年（平成7年） | 47,450人                               |  |
| 2000年（平成12年） | 50,431人                               |  |
| 2005年（平成17年） | 53,005人                               |  |
| 2010年（平成22年） | 60,345人                               |  |
| 2015年（平成27年） | 61,674人                               |  |
| 2020年（令和2年） | 62,441人                               |  |

## 行政

### 市長
- 市長：笠井喜久雄（2019年5月23日就任、2期目[5]）

#### 歴代市長
| 代 | 氏名       | 就任                      | 退任                      | 備考 |
| -- | ---------- | ------------------------- | ------------------------- | ---- |
| 1  | 中村教彰   | 2001年（平成13年）4月1日  | 2008年（平成20年）        |      |
| 2  | 横山久雅子 | 2008年（平成20年）12月    | 2011年（平成23年）4月7日  |      |
| 3  | 伊澤史夫   | 2011年（平成23年）5月23日 | 2019年（令和元年）5月22日 |      |
| 4  | 笠井喜久雄 | 2019年（令和元年）5月23日 | 現職                      |      |

### 警察・消防

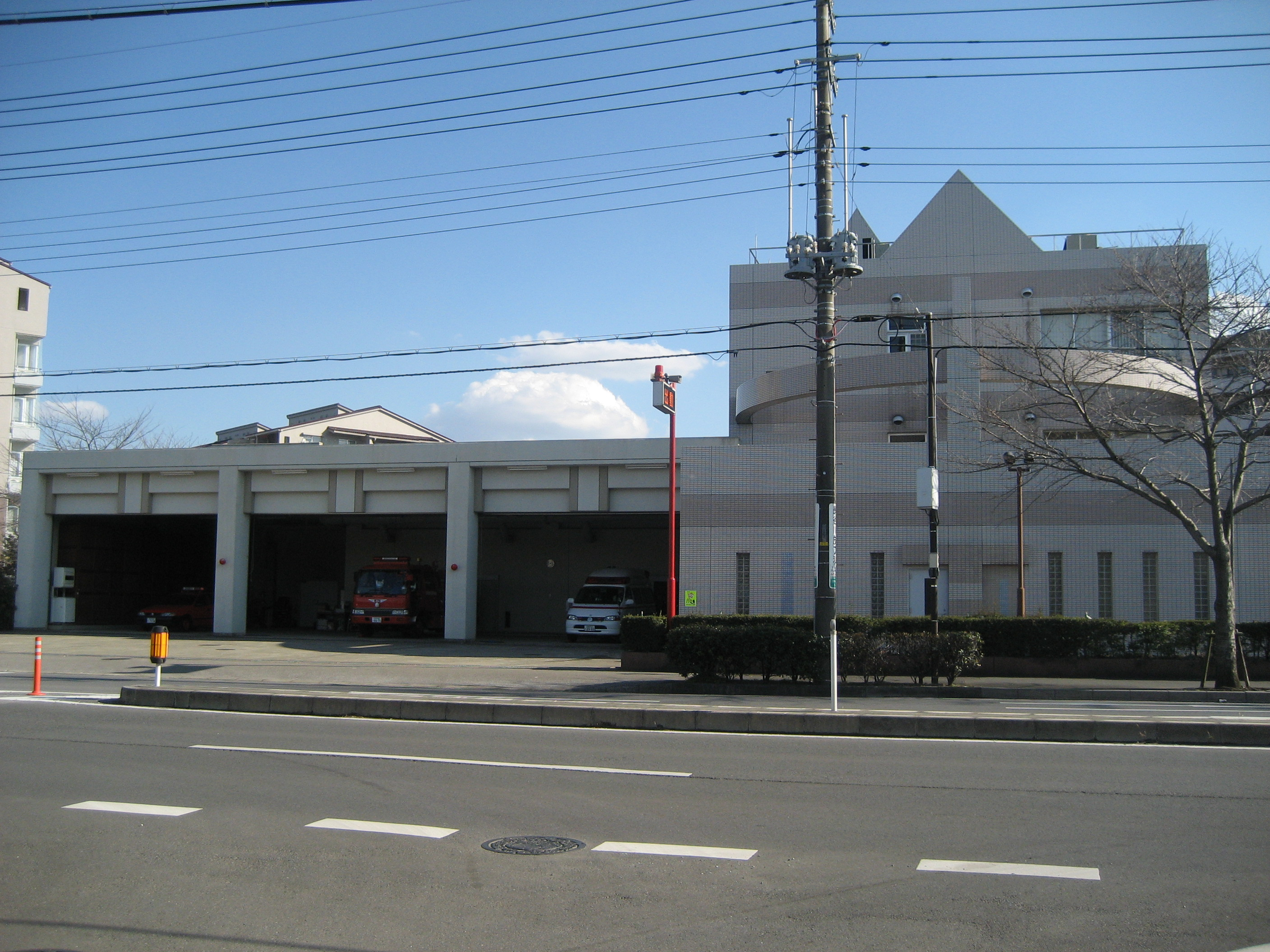
西白井消防署

- 印西警察署管轄
  - 西白井駅前交番
  - 白井駅前交番
  - 白井交番
- 印西地区消防組合
  - 白井消防署
  - 西白井消防署

### 役所
- 白井市役所
- 白井市役所派出所
  - 白井駅前センター
  - 西白井複合センター
  - 富士センター
  - 桜台センター

### 郵便局
- 日本郵便

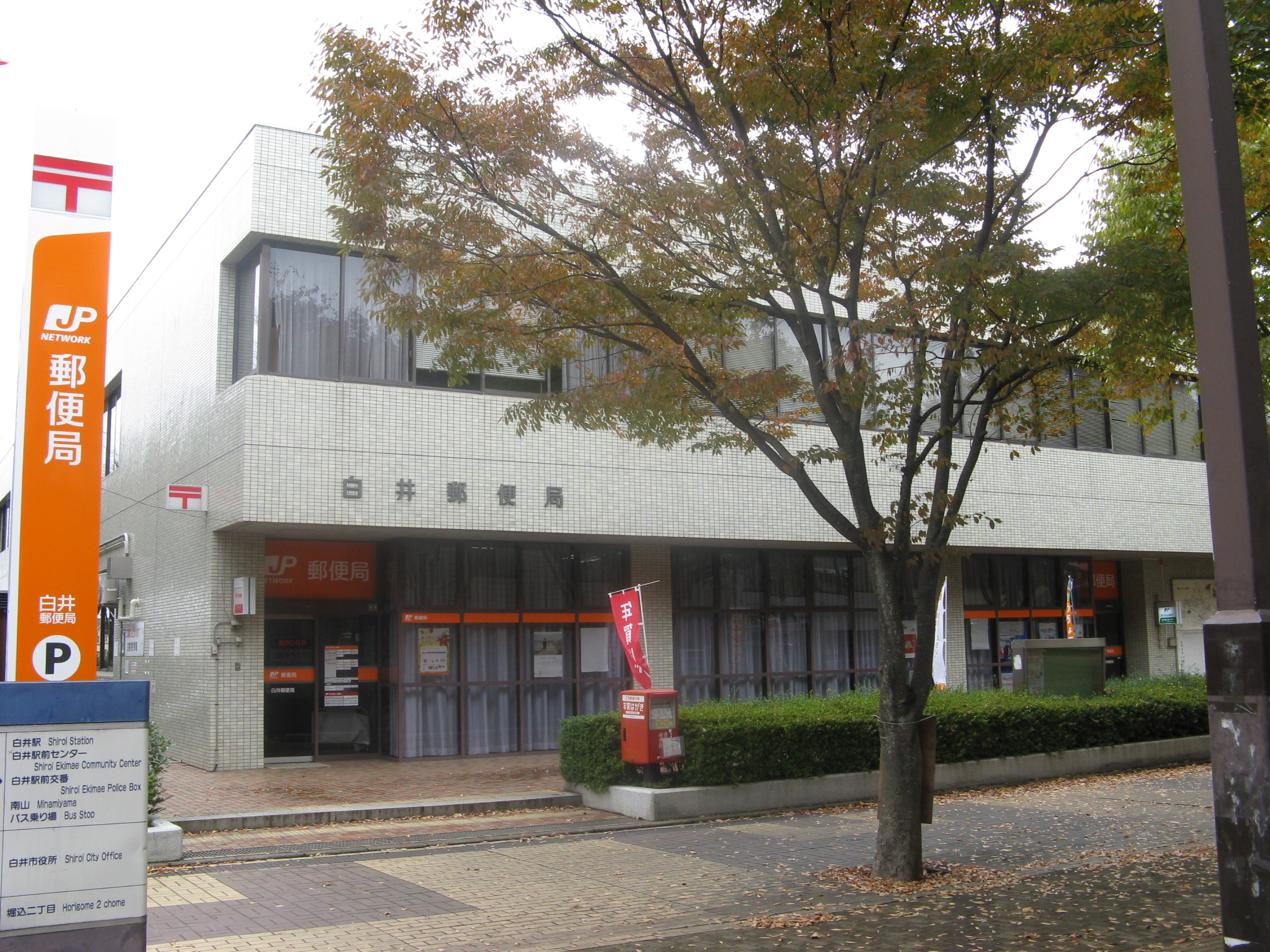
白井郵便局

  - 白井郵便局（05056） - 集配郵便局
  - 西白井駅前郵便局（05534）
  - 本白井郵便局（05561）
  - 白井冨士郵便局（05645）

郵便番号は以下が該当する。1集配局が集配を担当する。
- 白井郵便局：「270-14xx」

### 銀行
- 千葉銀行
  - 白井支店
- ちば興銀
  - 白井支店
- 京葉銀行
  - 白井支店

## 議会

### 県議会
2023年千葉県議会議員選挙
- 選挙区：白井市選挙区
- 定数：1人
- 投票日：2023年4月9日
- 当日有権者数：50,866人
- 投票率：39.55％

| 候補者名   | 当落 | 年齢 | 党派名     | 新旧別 | 得票数  |
| ---------- | ---- | ---- | ---------- | ------ | ------- |
| 伊藤智香子 | 当   | 59   | 立憲民主党 | 新     | 7,229票 |
| 秋本享志   | 落   | 71   | 自由民主党 | 現     | 6,588票 |
| 和田健一郎 | 落   | 43   | 無所属     | 新     | 5,956票 |

### 衆議院
- 選挙区：千葉13区（船橋市の一部、柏市（旧沼南町域）、鎌ケ谷市、印西市、白井市、富里市、印旛郡）
- 任期：2021年10月31日 - 2025年10月30日
- 投票日：2021年10月31日
- 当日有権者数：416,857人
- 投票率：54.49％

| 当落 | 候補者名 | 年齢 | 所属党派     | 新旧別 | 得票数    | 重複 |
| ---- | -------- | ---- | ------------ | ------ | --------- | ---- |
| 当   | 松本尚   | 59   | 自由民主党   | 新     | 100,227票 | ○    |
|      | 宮川伸   | 51   | 立憲民主党   | 前     | 79,687票  | ○    |
|      | 清水聖士 | 60   | 日本維新の会 | 新     | 42,473票  | ○    |

## 経済

### 産業
- 主な産業：果樹栽培（耕地面積の1/3を果樹が占める）
  - ナシ・ブドウ・キウイフルーツ・クリ
    - ナシ栽培は明治時代に始まり、現在は栽培農家数・栽培面積・生産量とも県内最大[6]。
    - 1995年には、ナシを擬人化した「なし坊ファミリー」を市のマスコットキャラクターに定めている[7]。
- 工業団地（1960年代 - ）

市内に事業所または工場がある企業
- フクダ電子
- ヤクルト
- 千代田食品
  - もともと東京都千代田区にあった会社を1975年に白井市に移した企業。

市内の主な商業施設
- マルエツ
  - 白井店
  - 西白井店
- ヤオコー千葉ニュータウン店
- 東武ストア白井店
- トウズ白井駅前店
- ナリタヤ千葉ニュータウン店
- タイヨーシロイマート店
- ランドローム西白井店
- ジョイフーズ白井店
- ベルクフォルテ白井店
- てらお白井店
- ビッグ・エー白井店
- ニトリ千葉ニュータウン店
- ケーヨーデイツー白井ホームセンター
- DCMホーマック白井店
- ロイヤルホームセンター白井店
- ワークマン白井店
- ケーズデンキ
  - 白井店
  - 白井駅前店
- マツモトキヨシ
  - 白井店
  - 西白井店
  - 調剤薬局西白井駅前店
  - フォルテ白井店　
  - 千葉ニュータウン店
- くすりの福太郎
  - 白井駅前店
  - 西白井店
- ウエルシア
  - 西白井店
  - 白井冨士店
  - 白井十余一店
- サンドラッグ
  - 白井店
  - 白井東店
- クスリのアオキ
  - 白井店
  - 桜台店
- ヤックスドラッグ白井店
- カワチ薬品白井店
- ジーユーアクロスプラザ千葉ニュータウン店
- しまむら白井店
- パシオス白井店

なお出版文化産業振興財団の調査によると、2024年8月現在で市内に書店が1軒もない全国15道県24市のひとつである。

#### 本社・本店を置く企業
- 千代田食品
- 食鮮館ヒフミ

## 姉妹都市・提携都市
日本ブルキナファソ友好協会の主たる事務所が市内にある。西アフリカの内陸国ブルキナファソにおいて、貧困・病気などに苦しむ人々を救済するために設立された非政府組織。

### 日本国外
- キャンパスピ市（オーストラリア連邦ビクトリア州）
1998年2月13日キャンパスピ市において友好都市協定書に調印する。
1992年からキャンパスピ市のカヤブラム校と青少年交流（中学生）を毎年実施し、友好関係を続けていたが、
2023年9月19日付でキャンパスピ市との友好都市協定を解消した。

## 地域

### 地区
西白井・白井地区
- 市の西部に位置し、千葉ニュータウンの開発により発展した。北総線および国道464号線を中心に発展しており、西白井駅および白井駅周辺にはマンションや住宅地が立ち並ぶ。一方で、ニュータウン開発地域を外れると畑なども見られるが、宅地業者などが個別に造成しスプロール化した宅地造成地も多い。なお、日本中央競馬会競馬学校もこの地区に位置する。

桜台地区
- 市の東部に位置し、千葉ニュータウン中央エリアに属する。URによる集合住宅群などがあり、最寄り駅は千葉ニュータウン中央駅（印西市）となる。市の境界線に隣接しイオンモール千葉ニュータウン（印西市）がある。

北部地区
- 白井工業団地がある一方で、自然も多く残されている。下総台地上では果樹園や雑木林が多く見られるが、谷津田などの低地では水田も見ることができる。また大きな商業施設はないものの、国道16号線沿いにはロードサイド店舗が多く見られる。

### 住宅団地
- 堀込団地
- 堀込第二団地
- 南山団地
- 大山口団地
- 清水口団地

### 医療
二次医療圏（二次保健医療圏）としては印旛医療圏（管轄区域：印旛地域）である。三次医療圏は千葉県医療圏（管轄区域：千葉県全域）。
医療提供施設は特筆性の高いもののみを記載する。
- 一次医療圏
  - 白井聖仁会病院（緊急指定病院）
  - 千葉白井病院（緊急指定病院）
  - 北総白井病院（緊急指定病院）

- 二次医療圏
  - 日本医科大学千葉北総病院（印西市、基幹災害拠点病院[10]・救命救急センター）
  - 成田赤十字病院（成田市、災害拠点病院・救命救急センター）
  - 東邦大学医療センター佐倉病院（佐倉市、災害拠点病院）

### 教育
高等学校
- 千葉県立白井高等学校

中学校
- 白井市立白井中学校
- 白井市立大山口中学校
- 白井市立南山中学校
- 白井市立七次台中学校
- 白井市立桜台中学校

小学校
- 白井市立白井第一小学校
- 白井市立白井第二小学校
- 白井市立白井第三小学校
- 白井市立大山口小学校
- 白井市立清水口小学校
- 白井市立南山小学校
- 白井市立七次台小学校
- 白井市立池の上小学校
- 白井市立桜台小学校

以下は廃校。
- 白井町立白井第一小学校谷清分校（1956年東分校を設置）
- 白井町立白井第一小学校東分校（1987年白井第一小学校へ統合）
- 白井市立白井第二小学校平塚分校（2003年白井第二小学校へ統合）

専修学校
- 中央自動車大学校

学校教育以外の施設
- 日本中央競馬会競馬学校

以下は廃校。
社会保険大学校

## 交通

### 鉄道
北総鉄道
- 北総鉄道北総線
  - 西白井駅 - 白井駅
  - 小室駅 - 千葉ニュータウン中央駅間でも市域を通過するが、駅はない。

なお、東部（おおむね神崎川以東）では小室駅もしくは千葉ニュータウン中央駅が最寄り駅となるほか、南西部（冨士の一部）では京成松戸線の鎌ヶ谷大仏駅が最寄り駅となる。
また、日本国有鉄道の成田新幹線および千葉県営鉄道北千葉線が市内東部を通過する計画を立てていたが、いずれも白紙となっている。

### バス
- 京成バス千葉ウエスト
- 京成バス千葉セントラル
- ナッシー号 - 市が運行するコミュニティバス

### 道路
一般国道
- 国道16号
- 国道464号（北千葉道路）

主要地方道
- 千葉県道59号市川印西線（木下街道）

一般県道
- 千葉県道280号白井流山線
- 千葉県道189号千葉ニュータウン北環状線
- 千葉県道191号西白井停車場線
- 千葉県道192号白井停車場線

### 空港
市内に空港はなく、千葉県成田市の成田国際空港（成田空港）および東京都大田区の東京国際空港（羽田空港）が最寄りとなる。
成田国際空港
- 約30キロメートルの距離に位置する（詳細は成田国際空港へのアクセスを参照）
- 北総鉄道北総線千葉ニュータウン中央駅より成田スカイアクセス線にて空港第2ビル駅および成田空港駅にアクセス可能である。

東京国際空港
- 約35キロメートルの距離に位置する（詳細は東京国際空港へのアクセスを参照）
- 北総鉄道北総線（都営浅草線・京急線直通列車）が羽田空港第3ターミナル駅および羽田空港第1・第2ターミナル駅を結ぶ。

## 名所・旧跡・観光スポット・祭事・催事

### 名所・旧跡・観光スポット
| - 愛宕神社 - このあたりの神社には生食と言う平安時代末期に活躍した名馬が祀られているものが多数ある。 - 粟島神社 - 駒形神社 - 諏訪神社 - 大日神社 - 天神社 - 天満宮 - 八幡神社 - 弁財天 - 清戸の泉（県指定史跡）の島にある神社。 | - 宗像神社 - 鷲神社 - みたらし様 - みたらしの池にある弁財天の社。 - 延命寺 - 秋本寺 - 神宮寺 - 長楽寺 - 東光院 - 薬王寺 - 薬王寺は市内で最古の寺で、平安時代前期に開基されたと伝えられる。 - 来迎寺 |

- 滝田家住宅（国の重要文化財）
  - 種別：有形文化財（建造物） 所在地：平塚。
  - 桁行9間（17.3メートル）、梁間5間（10.4メートル）の規模を有し、寄棟（よせむね）造、茅葺屋根。
- 清戸の泉
  - 平安時代初期の竜神伝説が伝わっている。そして、その伝説を祀った弁財天も存在する。さらに、白井というこの地名もこの伝説からつけられているという。
- 鮮魚道（なまみち）
  - 木下道（現木下街道・県道市川印西線）の宿場。
- 今井の桜
- 折立菖蒲園

#### 博物館
- 白井市郷土資料館
- 白井そろばん博物館

### 祭事・催事
- しろい七福神・菖蒲まつり
  - 来迎寺・折立菖蒲園にて毎年5月の第2日曜日開催[11]。
- ばらっぱまつり
  - 公民センターにて7月下旬開催[12]。

### 文化財
国・県指定および国文化財一覧。
| 番号 | 指定・登録 | 類別                   | 名称                                                            | 所在地                             | 所有者または管理者 | 指定年月日       | 備考     |
| ---- | ---------- | ---------------------- | --------------------------------------------------------------- | ---------------------------------- | ------------------ | ---------------- | -------- |
| 1    | 国指定     | 重要文化財（建造物）   | 滝田家住宅                                                      | 白井市平塚                         | 個人               | 昭和44年6月20日  | 1棟      |
| 2    | 県指定     | 有形文化財（建造物）   | 延命寺観音堂                                                    | 白井市平塚939                      | 延命寺             | 平成14年3月29日  | 1棟      |
| 3    | 県指定     | 有形文化財（歴史資料） | 小金原のしし狩り資料・色羽織1枚・村小旗2枚・稲葉神明社の絵馬1面 | 白井市根ほか                       | 個人ほか           | 昭和42年3月7日   | 3枚・1面 |
| 4    | 県指定     | 有形文化財（歴史資料） | 小金牧の牧士資料                                                | 白井市富塚（白井市郷土資料館保管） | 個人               | 昭和50年12月12日 | 174点    |
| 5    | 県指定     | 記念物（史跡）         | 清戸の泉                                                        | 白井市清戸602                      | 薬王寺             | 昭和42年3月7日   |          |

## 出身著名人
- 新浜レオン
- 安藤美希子
- ホリ
- 酒井一圭（出生地は大阪府）
- コンタキンテ
- 吉木遼
- 兵働昭弘
- 田中陸
- 小川瓦木
- 岩井ジョニ男
- 脳みそ夫
- じねんじゃー
- 鈴木梨羅
- 押尾駿吾